# 新屋敷 (郡山市)
新屋敷（あらやしき）は、福島県郡山市に所在する町丁である。郵便番号は963-8045。

## 地理
郡山市中北部の行政区である富田町に属する。北で不動前、北東角で名郷田、東で備前舘、南で富田町、西で町東とそれぞれ隣接する。富田第一土地区画整理事業実施地区のうち、国道4号あさか野バイパス以東、一級市道38号桑野日和田線以西、郡山インター線以南の区域を範囲とし、一級水系阿武隈川水系逢瀬川左岸に位置する。南北に縦断する市道備前舘一丁目不動前一丁目1号線を境に東に一丁目、西に二丁目が設置されている。全域にわたり住宅地が広がり、幹線道路に沿い店舗などが立地する。町東に所在する郡山北警察署富田交番、および堂前町に所在する郡山消防署本署がそれぞれ管轄にあたる。

## 世帯数と人口
2024年1月1日現在の世帯数と人口は以下の通りである。
| 町丁   | 世帯数  | 人口  |
| ------ | ------- | ----- |
| 新屋敷 | 489世帯 | 986人 |

## 小・中学校の学区
市立小・中学校に通う場合、学区は以下の通りとなる。
| 番地 | 小学校               | 中学校             |
| ---- | -------------------- | ------------------ |
| 全域 | 郡山市立富田東小学校 | 郡山市立富田中学校 |

## 交通

### 道路
- 国道4号あさか野バイパス
- 一級市道36号伊賀河原西柳作線（郡山インター線）
- 一級市道38号桑野日和田線

## 施設等
- 須賀川信用金庫 富田支店
- デイリーヤマザキ 郡山富田店
- 東京靴流通センター 郡山富田店
- 新屋敷公園